# Championnat du Nicaragua de football 1954
Navigation
Saison précédente Saison suivante
La Primera División 1954 est la dix-septième édition de la première division nicaraguayenne.
Lors de ce tournoi, le Diriangén FC a tenté de conserver son titre de champion du Nicaragua face aux meilleurs clubs nicaraguayens.

## Bilan du tournoi
| Tableau d'Honneur |             |
| Compétition       | Vainqueur   |
| Primera División  | La Salle FC |

| Promotions et relégations   |         |
| Relégué en Segunda División | Inconnu |
| Promu de Segunda División   | Inconnu |